# Список потерь Ми-8 и его модификаций (2001 год)
Список потерянных Ми-8 всех модификаций (включая Ми-9, -14, -17, -18, -19, -171 и -172) составлен по данным из открытых источников и учитывает только авиационные происшествия или воздействие внешних сил, приведшие к утрате вертолёта или его списанию вследствие полученных повреждений.
Список не полный и не окончательный.

## Список аварий и катастроф
Зелёным цветом выделены потери при применении в вооружённых конфликтах, в том числе в контртеррористических операциях.
| № п/п | Дата     | Модификация / Бортовой номер | Место                                                          | Жертвы / На борту | Краткое описание |
| ----- | -------- | ---------------------------- | -------------------------------------------------------------- | ----------------- | --- |
| 1     | 31 янв.  | Ми-8Т RA-22262               | Чукотский АО, 15 км северо-западнее Энурмино                   | 11/11             | При заходе на посадку началась продольная раскачка вертолёта из-за чего лопасти несущего винта перерубили хвостовую балку. С высоты 540 м машина перешла в неуправляемое падение и, столкнувшись с землёй, разрушилась. Все находящиеся на борту погибли. Вероятная причина — обледенение приёмника воздушного давления. |
| 2     | 8 февр.  | Ми-8Т RA-24210               | Томская область, район реки Тайжо                              | 0/20              | Ошибка экипажа. При посадке в условиях недостаточной видимости (снежный вихрь, поднятый вертолётом) экипаж потерял пространственную ориентацию. Лопасти несущего винта задели землю и машина столкнулась с землёй получив значительные повреждения. Экипаж и пассажиры получили травмы различной степени тяжести. |
| 3     | 24 февр. | Ми-8Т RA-06125               | ЯНАО, 158 км от Ноябрьска                                      | 1/11              | Экипаж совершил несанкционированную посадку на берегу озера на площадку, не отвечающую требованиям безопасности полётов. При взлёте машина задела дерево и пролетев 250 м упала в лес. Вертолёт получил серьёзные повреждения, один из пассажиров погиб, остальные пассажиры и члены экипажа получили травмы различной степени тяжести. |
| 4     | 17 марта | Ми-17 VAM-301                | близ Тетово                                                    | 1/22              | Вертолёт ВВС Македонии. При полёте в гористой местности в сложных метеоусловиях столкнулся с тросом канатной дороги. |
| 5     | 16 мая   | Ми-8Т RA-24240               | Якутия, Ленский район, Южная Нюя                               | 0/6               | При заходе на посадку на неподготовленную площадку экипаж поздно заметил телефонные провода, протянутые над местом предполагаемой посадки. В момент, когда провода были замечены, экипаж совершил резкий манёвр, в результате которого зацепил рулевым винтом расположенный неподалёку забор. Вертолёт потерял управление, вошёл в неконтролируемое вращение и, упав на землю, получил значительные повреждения. Члены экипажа и пассажиры не пострадали. |
| 6     | 19 июля  | Ми-8МТ н.д.                  | Чечня, Ножай-Юртовский район, Энгеной                          | 9/14              | При заходе на посадку вертолёт упал на землю (возможно из-за перегруза) и загорелся. 9 десантников погибли, 5 человек, включая членов экипажа, получили травмы различной степени тяжести. |
| 7     | 14 авг.  | Ми-8МТ н.д.                  | Чечня, Итум-Калинский район, Тусхарой                          | 3/8               | Вертолёт ФПС России при посадке несущим винтом задел склон горы, упал на землю и разрушился. Погибли 2 члена экипажа и пассажир — пограничник. |
| 8     | 30 авг.  | Ми-8МТВ-1 RA-22969           | ХМАО, 70 км северо-западнее Лянтора                            | 5/5               | По выводам, которые сделал комиссия расследовавшая катастрофу, — находящиеся в алкогольном опьянении пассажиры в полёте выпустили трос внешней подвески и он попал в зоны вращения рулевого и несущего винтов, что привело к их разрушению. В результате неуправляемая машина начала разрушаться в воздухе и упала на землю. |
| 9     | 2 сент.  | Ми-8МТВ н.д.                 | Чечня, Чеберлоевский район, Хиндой                             | 4/6               | Вертолёт 326-й овэ при посадке из-за технической неисправности потерял управление и упал на землю. Экипаж погиб. |
| 10    | 17 сент. | Ми-8МТВ 33                   | Чечня, Грозный                                                 | 13/13             | Вертолёт 325-го овп осуществлял перевозку членов комиссии Генерального штаба РФ когда по нему был произведён выстрел из ПЗРК «Игла-1». На борту возник пожар, машина потеряла управление и упала в районе площади Минутка города Грозного. Все находившиеся на борту погибли. |
| 11    | 8 окт.   | / Ми-8Т UR-24229             | Абхазия, 22 км восточнее Сухуми                                | 9/9               | Экипаж выполнял полёт с миссией ООН в зоне Грузино-абхазского конфликта. Сбит из ПЗРК перед входом в Кодорское ущелье, все находящиеся на борту погибли. |
| 12    | 29 окт.  | Ми-8Т RA-22593               | Камчатская область, Соболевский район, район реки Кехта        | 0/5               | При выполнении самовольного несанкционированного полёта вертолёт попал в неблагоприятные метеоусловия (обильный снегопад), что привело к остановке двигателей. Экипаж произвёл вынужденную посадку в режиме авторотации. При приземлении вертолёт получил значительные повреждения. Второй пилот, бортмеханик и один пассажир получили тяжелые травмы. Владелец вертолёта попытался скрыть авиационное происшествие не сообщив о нём в контролирующие органы. Тяжело травмированных членов экипажа и пассажиров владелец вертолёта доставил в больницу только на следующий день вывезя их с места аварии на Ми-2. |
| 13    | 5 нояб.  | Ми-8 н.д.                    | Ленинградская область, Тосненский район, 6 км от Красного Бора | 6/6               | Вертолёт МО России при полёте в условиях недостаточной видимости столкнулся с 257-метровой телемачтой. |
| 14    | 9 нояб.  | Ми-8Т RA-27021               | Якутия, 104 км восточнее Чульмана                              | 11/11             | При выполнении полёта экипаж решил спрямить маршрут через гористую местность не реагируя на требования диспетчера, который требовал покинуть опасный район и грубо нарушил Правила производства полетов. Вертолёт вошёл в зону неблагоприятных метеоусловий, экипаж потерял пространственную ориентацию и врезался в склон горы на высоте 1524 м. Все находящиеся на борту погибли. |